# Andrea Pisano
Andrea Pisano (Pontedera (Pisa mellett), 1290 – Orvieto, 1348), más néven Andrea da Pontedera, itáliai szobrász és építész.

## Élete
Andrea Pisano Pontederában született és ott is halt meg.
Eredetileg aranyművességet tanult, majd 1300 körül Mino di Giovanni tanítványa lett és vele együtt dolgozott a pisai Santa Maria Della Spina szobrain. 

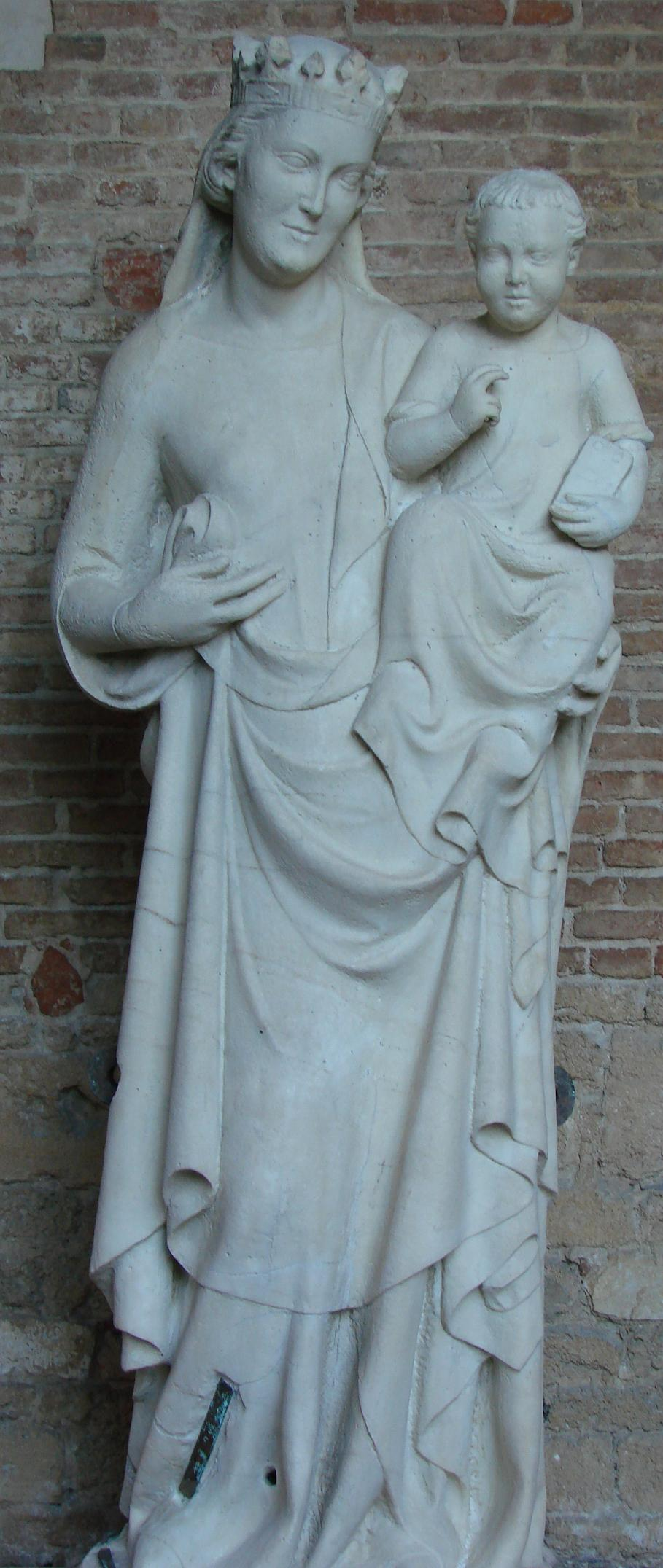
Madonna a Kisdeddel, a pisai katedrális homlokzatáról

Főműve Firenzében látható, és ennek érettebb stílusa már inkább Giotto di Bondone-val rokonítja. 1330-tól 1336-ig dolgozott ezen a művén, a Firenzei Keresztelőkápolna bronz ajtaján. Az ajtó főleg Keresztelő Szent János cselekedetei ábrázolja, míg az ajtó alsó része az Erényeket ábrázolja.
Giotto hatását magukon viselő márványszobrokat is készített. 1340-ben a átvette Giotto munkáját Firenzében. Számos domborművet készített a Négy Próféta, a Hét Erény, a Hét Szentség, a Kegyelem hét műve és a Hét bolygó címekkel.
1347-ben az orvietoi katedrálison kezdett el dolgozni, folytatva Lorenzo Maitani munkáját. Itt is halt meg 1348-ban. Két fia volt: Nino és Tommaso. Mindkettő, de különösen az előbbi folytatta apja művét az orvieto-i katedrális építése során.
Életrajzát Vasari írta meg. Legismertebb tanítványa Andrea di Cione, ismertebb nevén Andrea Orcagna. Egy másik tanítványa, Giovanni di Balduccio, fejezte be a milánói Sant'Eustorgiot.

## Fordítás
- Ez a szócikk részben vagy egészben  az   Andrea Pisano című olasz Wikipédia-szócikk ezen változatának fordításán alapul.  Az eredeti cikk szerkesztőit annak laptörténete sorolja fel. Ez a jelzés csupán a megfogalmazás eredetét és a szerzői jogokat jelzi, nem szolgál a cikkben szereplő információk forrásmegjelöléseként.